# Podomyrma albertisi
Podomyrma albertisi é uma espécie de formiga do gênero Podomyrma, pertencente à subfamília Myrmicinae.